# コローニョ・モンツェーゼ
コローニョ・モンツェーゼ（伊: Cologno Monzese）は、イタリア共和国ロンバルディア州ミラノ県にある、人口約47,000人の基礎自治体（コムーネ）。

## 地理

### 位置・広がり

#### 隣接コムーネ
隣接するコムーネは以下の通り。括弧内のMBはモンツァ・エ・ブリアンツァ県所属を示す。
- ブルゲーリオ (MB)
- チェルヌスコ・スル・ナヴィーリオ
- ミラノ
- セスト・サン・ジョヴァンニ
- ヴィモドローネ

### 地震分類
イタリアの地震リスク階級 (it) では、3 に分類される
。

## 行政

### 分離集落
コローニョ・モンツェーゼには、以下の分離集落（フラツィオーネ）がある。
- San Maurizio al Lambro, San Giuliano Monzese, Metallino, Bettolino